# Kace Timur
Kace Timur is een bestuurslaag in het regentschap Bangka van de provincie Bangka-Belitung, Indonesië. Kace Timur telt 3034 inwoners (volkstelling 2010).